# Eduardo Nascimento
Eduardo Nascimento (* 26. Juni 1943 in Luanda; † 22. November 2019 in Lissabon) war ein angolanischer Sänger. Er gilt als erster schwarzer männlicher Interpret beim Eurovision Song Contest. 

## Leben und Wirken
Ab 1962 sang Nascimento als Frontmann bei der Beat-Band Os Rocks in seiner Heimat, der damaligen portugiesischen Kolonie Angola. Die Band kam Mitte der 1960er Jahre nach Portugal, um dort an Songfestivals teilzunehmen, zusätzlich spielten sie zwei EPs ein.
Nascimento nahm als Solo-Sänger am Festival da Canção 1967 teil und gewann diesen deutlich, so dass er beim Grand Prix de la Chanson 1967 in Wien für Portugal antrat. Mit dem von Beat und Soul beeinflussten Pop-Schlager O vento mudou ging er auf den 12. Platz. Nascimento beendete seine Musikerlaufbahn ein Jahr später und kehrte 1969 nach Angola zurück.
Das Interesse an Eduardo Nascimento und seinem größten Solo-Hit versiegte jedoch nie ganz. Bekannte Musiker nahmen das Stück immer wieder neu auf, darunter eine Elektropop-Version der Gruppe Da Vinci (1995), eine akustische Rockversion der populären Band UHF (2010), oder auch eine Version von Miguel Ângelo, Sänger der Gruppe Delfins (2015). UHF und Miguel Ângelo nahmen ihre Versionen im Duett mit Nascimento persönlich auf, und sie traten teils auch im Fernsehen zusammen auf.